# ヘラリア・ジョハネス
ヘラリア・ジョハネス（Helalia Johannes、1980年8月13日 - ）は、ナミビアの陸上競技選手、専門はマラソン。オシャナ州出身。女子5000m、マラソンのナミビア国内記録保持者。
2008年の北京オリンピックの女子マラソンに初出場した。
2012年のロンドンオリンピックでも同種目に出場し、ナミビア国内記録を更新した。
2016年のリオデジャネイロオリンピックでも同種目に出場し、3大会連続の出場となった。
2018年にゴールドコーストで開催されたコモンウェルスゲームズの女子マラソンでは、金メダルを獲得した。
2019年の名古屋ウィメンズマラソンでは優勝を果たし、ナミビア国内記録を更新した。続いて同年にドーハで開催された世界陸上競技選手権大会の女子マラソンでは銅メダルを獲得した。
2021年の東京オリンピックでも同種目に出場し、4大会連続の出場となった。

## 主な戦績
| 年   | 大会                       | 開催地           | 種目     | 順位 | 記録          | 備考     |
| ---- | -------------------------- | ---------------- | -------- | ---- | ------------- | -------- |
| 2008 | オリンピック               | 北京             | マラソン | 40位 | 2時間35分22秒 |          |
| 2009 | 世界陸上競技選手権大会     | ベルリン         | マラソン | 55位 | 2時間50分19秒 |          |
| 2011 | ミリタリーワールドゲームズ | リオデジャネイロ | マラソン | 3位  | 2時間37分15秒 |          |
| 2012 | オリンピック               | ロンドン         | マラソン | 12位 | 2時間26分09秒 | 国内記録 |
| 2013 | 世界陸上競技選手権大会     | モスクワ         | マラソン |      | 途中棄権      |          |
| 2014 | コモンウェルスゲームズ     | グラスゴー       | マラソン | 5位  | 2時間32分02秒 |          |
| 2016 | オリンピック               | リオデジャネイロ | マラソン | 56位 | 2時間39分55秒 |          |
| 2017 | 世界陸上競技選手権大会     | ロンドン         | マラソン | 19位 | 2時間32分01秒 |          |
| 2018 | コモンウェルスゲームズ     | ゴールドコースト | マラソン | 優勝 | 2時間32分40秒 |          |
| 2019 | 名古屋ウィメンズマラソン   | 名古屋           | マラソン | 優勝 | 2時間22分25秒 | 国内記録 |
| 2019 | 世界陸上競技選手権大会     | ドーハ           | マラソン | 3位  | 2時間34分15秒 |          |
| 2021 | オリンピック               | 東京             | マラソン | 11位 | 2時間31分22秒 |          |
| 2022 | コモンウェルスゲームズ     | バーミンガム     | マラソン | 3位  | 2時間28分39秒 |          |

## 記録
| 種目     | 記録          | 年月日         | 場所               | 備考     |
| -------- | ------------- | -------------- | ------------------ | -------- |
| 5000m    | 15分14秒23    | 2019年10月24日 | 武漢               | 国内記録 |
| 10000m   | 34分00秒90    | 2014年5月10日  | ポチェフストルーム |          |
| マラソン | 2時間19分52秒 | 2020年12月6日  | バレンシア         | 国内記録 |